# Atxrol
Atxrol o Achrol fou un principat de l'Índia, thikana del principat de Jaipur. Fou fundat per Kunwar Balbhadra Singh, el fill més jove del maharaja Prithviraj Singh d'Amber (1428-1528). Els seus prínceps van portar el títol de thakur.

## Llista dethakurs[2]
- Balbhadra Singh, meitat del segle XVI
- Achal Das, segona meitat del segle XVI-Segle XVII, va exercir com fawdj musahib a l'Imperi Mongol nomenat per haver dominat una revolta al Shekawati. Mort a la batalla de Dhanori
- Mohan Singh, fawdj musahib, segle XVII
- Kan Singh, fawdj musahib, segle XVII
- Kaim Singh, vers 1814, takhur
- Ranjit Singh, vers 1857, fawdjdar i judge, thakur
- Lakhsman Singh, judge i thakur
- Raghunath Singh, judge, thakur fins al 1891
- Kesri Singh 1891-?, thakur
- Hari Singh, segle XX, rajadhiraj
- Mahendra Singh, segle XX, rajadhiraj